# Micromus pumilus
Micromus pumilus är en insektsart som beskrevs av C.-k. Yang 1987. Micromus pumilus ingår i släktet Micromus och familjen florsländor. Inga underarter finns listade i Catalogue of Life.